# Polmonite da ipersensibilità
Il termine polmonite da ipersensibilità racchiude uno spettro di malattie polmonari, conosciute anche con il nome di alveolite allergica, soprattutto interstiziali e immunomediate, causate da un'intensa e prolungata esposizione a polveri organiche e ai relativi antigeni inalate nell'ambiente di lavoro.
I soggetti affetti mostrano un'anomala sensibilità o un'aumentata reattività all'antigene che interessa soprattutto gli alveoli, al contrario di quanto avviene nell'asma. Per tale motivio, la polmonite da ipersensibilità è anche chiamata alveolite allergica estrinseca.
È importante riconoscere precocemente queste malattie nel loro decorso in quanto l'allontanamento dall'agente ambientale può prevenire la progressione verso gravi malattie polmonari croniche fibrotiche.

## Eziologia
Più frequentemente, l'ipersensibilità può essere dovuta all'inalazione di polveri organiche contenenti antigeni come spore di batteri termofili, funghi, proteine animali o prodotti batterici; sono descritte numerose sindromi a seconda dell'esposizione professionale dell'individuo.

## Patogenesi
Il polmone del contadino deriva dall'esposizione a polveri generate dal fieno raccolto umido e tiepido che permette una rapida proliferazione di actinomiceti termofili. Il polmone dell'allevatore di piccioni è provocato da proteine del siero, delle secrezioni o delle penne degli uccelli. Il polmone da umidificatore è causato da batteri termofili presenti nell'acqua riscaldata dei serbatoi. Numerosi indizi suggeriscono che la polmonite da ipersensibilità di una malattia immunomediata:
- Campioni di lavaggio broncoalveolare ottenuti durante la fase acuta mostrano un aumento del livello di citochine proinfiammatorie, come l'MIP-1α e IL-8, e di linfociti T CD8+
- La maggior parte dei pazienti presenta anticorpi specifici nel siero, caratteristica della reazione di ipersensibilità tipo III (da immunocomplessi)
- Con l'immunofluorescenza si è dimostrata la presenza di fattori del complemento e immunoglobuline [ dove?nel siero?nel BAL?]
- Nei due terzi dei pazienti si formano granulomi non caseosi, fatto che suggerisce lo sviluppo di una ipersensibilità mediata da cellule T contro l'antigene in causa (tipo IV)

Riassumendo, la polmonite da ipersensibilità rappresenta una risposta immunomediata a un antigene estrinseco che stimola sia una reazione da immunocomplessi e sia una reazione da ipersensibilità ritardata.

## Anatomia patologica
Le modificazioni istologiche nelle forme subacute e croniche interessano soprattutto i bronchioli e comprendono una polmonite interstiziale, nei due terzi dei pazienti granulomi non caseificanti e fibrosi interstiziale e bronchiolite obliterante nelle fasi avanzate. In oltre la metà dei pazienti si osserva un infiltrato intra-alveolare.

## Clinica
Le manifestazioni cliniche sono varie; gli attacchi acuti, che seguono all'inalazione di polveri contenenti l'antigene in pazienti sensibilizzati, consistono in episodi ricorrenti di febbre, dispnea, tosse e leucocitosi. Infiltrati diffusi e nodulari sono visibili alla radiografia del torace e i test di funzionalità polmonare mostrano una patologia restrittiva acuta. I sintomi di solito appaiono dopo 4 - 6 ore l'esposizione, che se è prolungata porta alla cronicizzazione della malattia senza riacutizzazione all'esposizione all'antigene.